# Bartholomäus (Apostel)

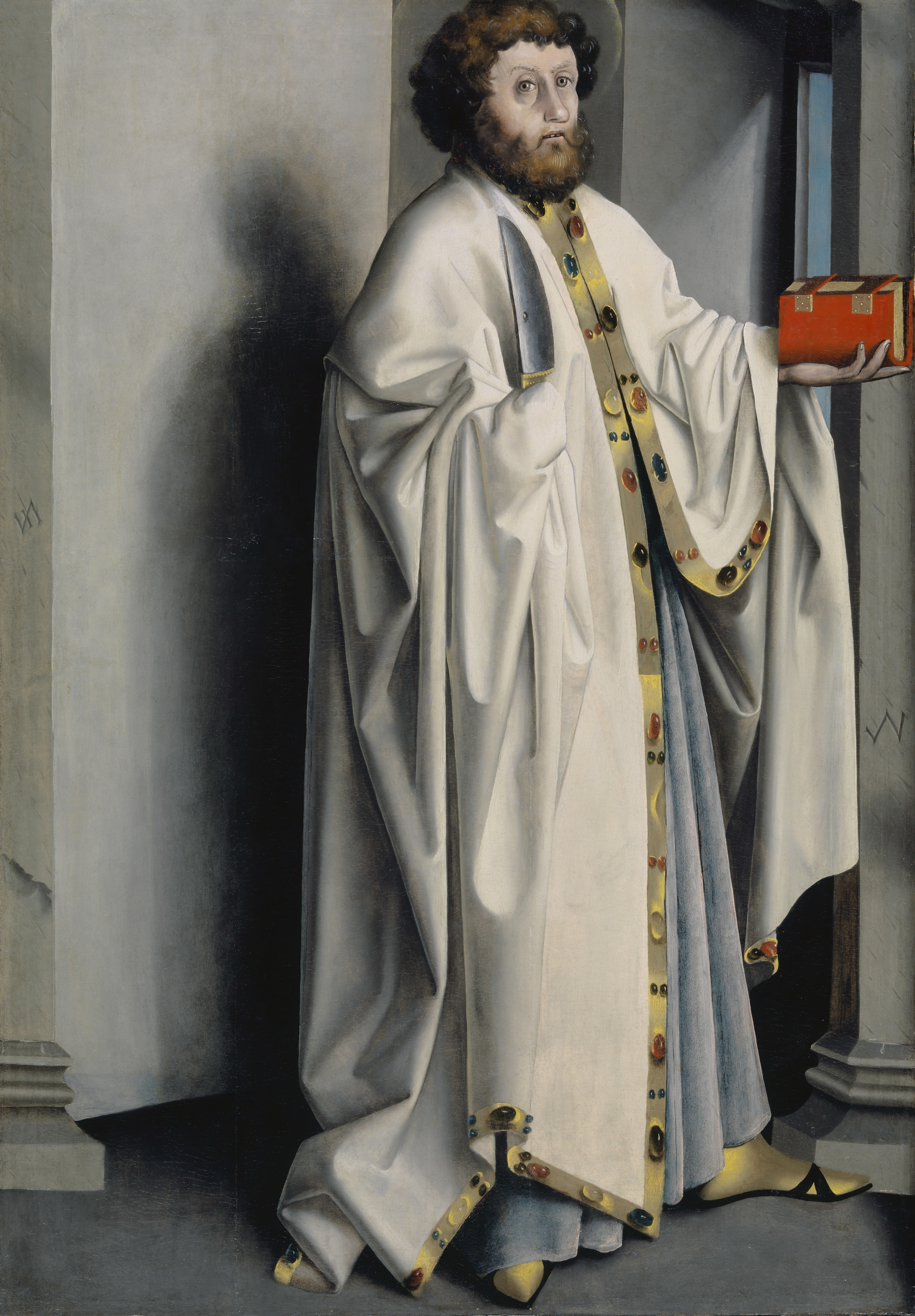
Konrad Witz, Heilsspiegelaltar, Außentafel: Hl. Bartholomäus

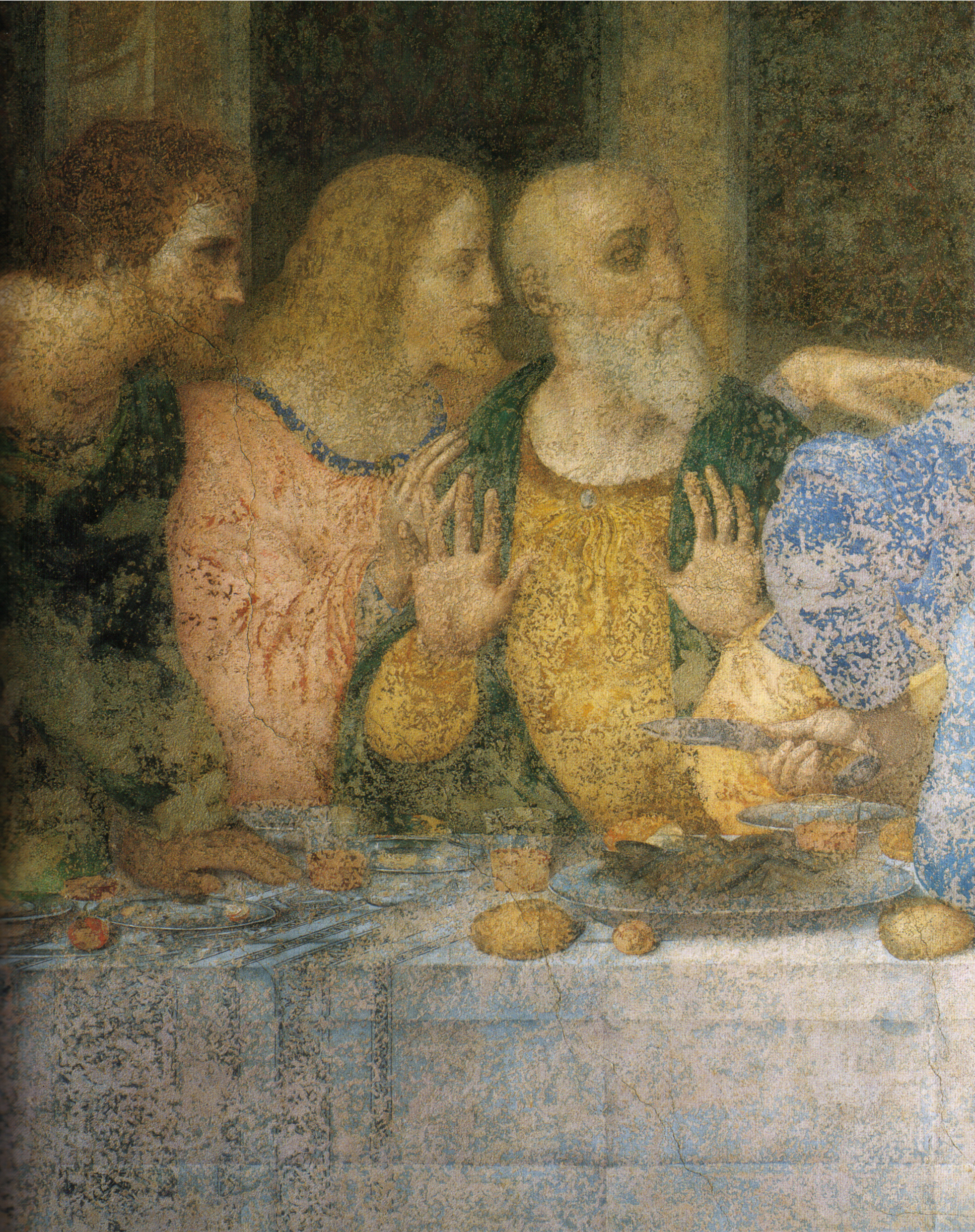
Bartholomäus (links) – Detail aus dem Wandgemälde Das Abendmahl von Leonardo da Vinci

Bartholomäus (hebräisch בר־תלמי Bar-Tôlmay, aramäisch „Sohn des Tholmai“) ist ein biblischer Apostel, der Anfang des 1. Jahrhunderts in Kana, Galiläa gelebt haben soll.

## Biblische Überlieferung
In den drei ersten Evangelien wird Bartholomäus als Jünger Jesu (vgl. Mk 3,14–19 ) genannt und in den Apostellisten als einer der zwölf Apostel aufgezählt. Sein voller Name könnte Natanaël Bar-Tolmai gewesen sein, vorausgesetzt, dass er mit dem Natanaël gleichzusetzen ist, dessen Berufung in Joh 1,45–50  (vgl.  auch Mt 10,3  u. ö.) erzählt wird. Es kann vermutet werden, dass Natanaël Bar-Tolmai ein Schriftgelehrter oder Schriftgelehrtenschüler war.

## Legende (Hagiographie)
Der Legende nach soll er als „Zeuge Christi“ in Indien, Mesopotamien und vor allem in Armenien das hebräische Matthäusevangelium gepredigt haben, wo er auch das Martyrium erlitten haben soll.  Astyages, ein Bruder des armenischen Herrschers Polymios, soll den Befehl gegeben haben, ihm bei lebendigem Leibe die Haut abzuziehen und ihn anschließend kopfunter zu kreuzigen. Andere Quellen berichten von einer Enthauptung des Heiligen.
Nach späteren Legenden sei der Sarg mit seinem Leichnam an der Insel Lipari bei Sizilien angespült worden, wo man ihn auch bestattet habe. Nach Gregor von Tours sei er 580 von Mesopotamien nach Lipari gebracht worden. Über seinem vermutlichen Grab wurde eine Kirche errichtet, die 831 die Sarazenen zerstörten.

## Kirchengeschichte

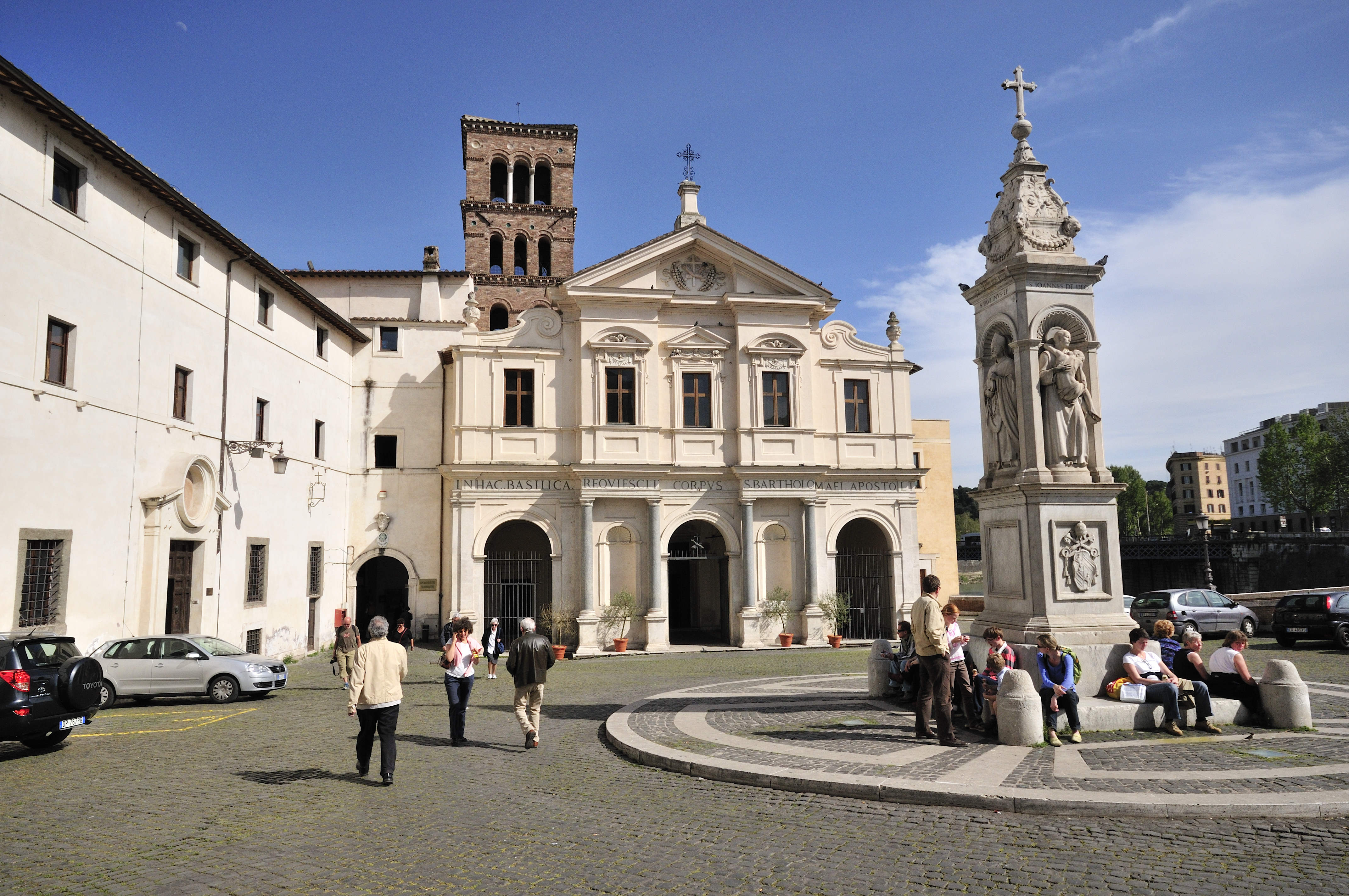
San Bartolomeo all’Isola

Kaiser Otto II. ließ die angeblichen Gebeine 983 nach Rom bringen, wo sie seither in San Bartolomeo all’Isola aufbewahrt werden. Darauf wurde Bartholomäus zum Patron vieler deutscher Kirchen. Die angebliche Hirnschale kam unter Kaiser Friedrich II. 1238 in den Frankfurter Kaiserdom, der darauf Bartholomäus als Kirchenpatron erhielt.

## Ikonographie und Attribute

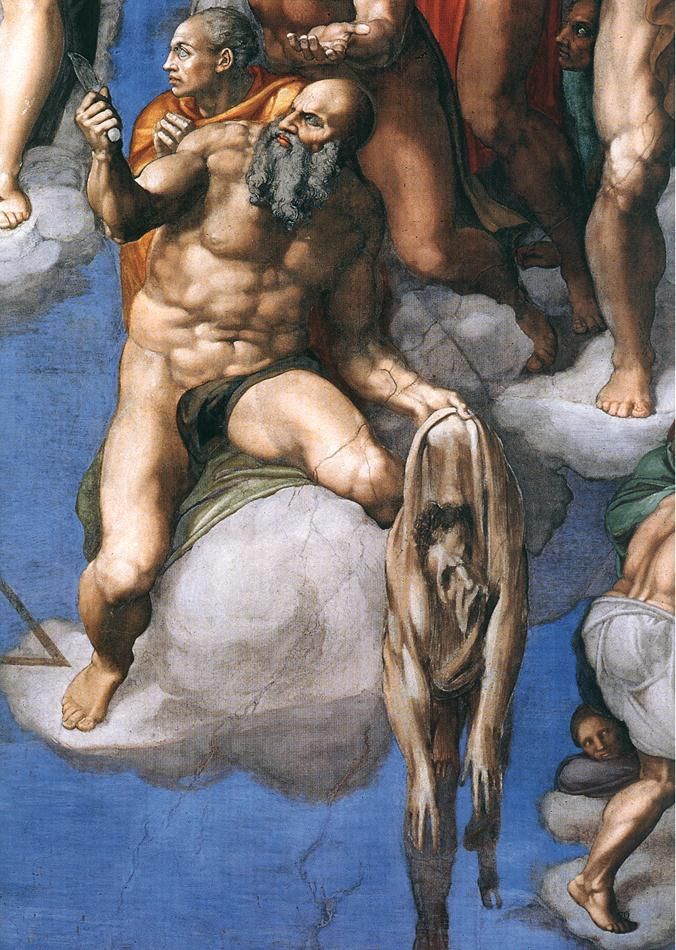
Bartholomäus mit Messer und abgezogener Haut – Detail aus dem Jüngsten Gericht von Michelangelo

Seit Beginn des 13. Jahrhunderts wird Bartholomäus mit Messer und abgezogener Haut in zahlreichen Bildern dargestellt. In Michelangelos Jüngstem Gericht in der Sixtinischen Kapelle in Rom gilt das Antlitz auf der Haut von Bartholomäus als Selbstbildnis Michelangelos.
In jüngerer Zeit entstanden neue Darstellungen des Apostels, so etwa der Bronzeguss von Damien Hirst (2006) oder die großformatige Ölmalerei des Leipziger Malers Aris Kalaizis, die in Konfrontation mit Darstellungen des Heiligen am Kaiserdom St. Bartholomäus 2014/2015 entstand. Im Jahr 2015 errichtete das Kunst- und Kulturforum Stubenberg eine Bartholomäus-Skulptur vor der Kirche von Stubenberg. Der Kopf ist aus Marmor, der Körper aus Magnesit mit glitzernden Glimmereinschlüssen.

Messer als Attribut im Wappen von Bartholomä
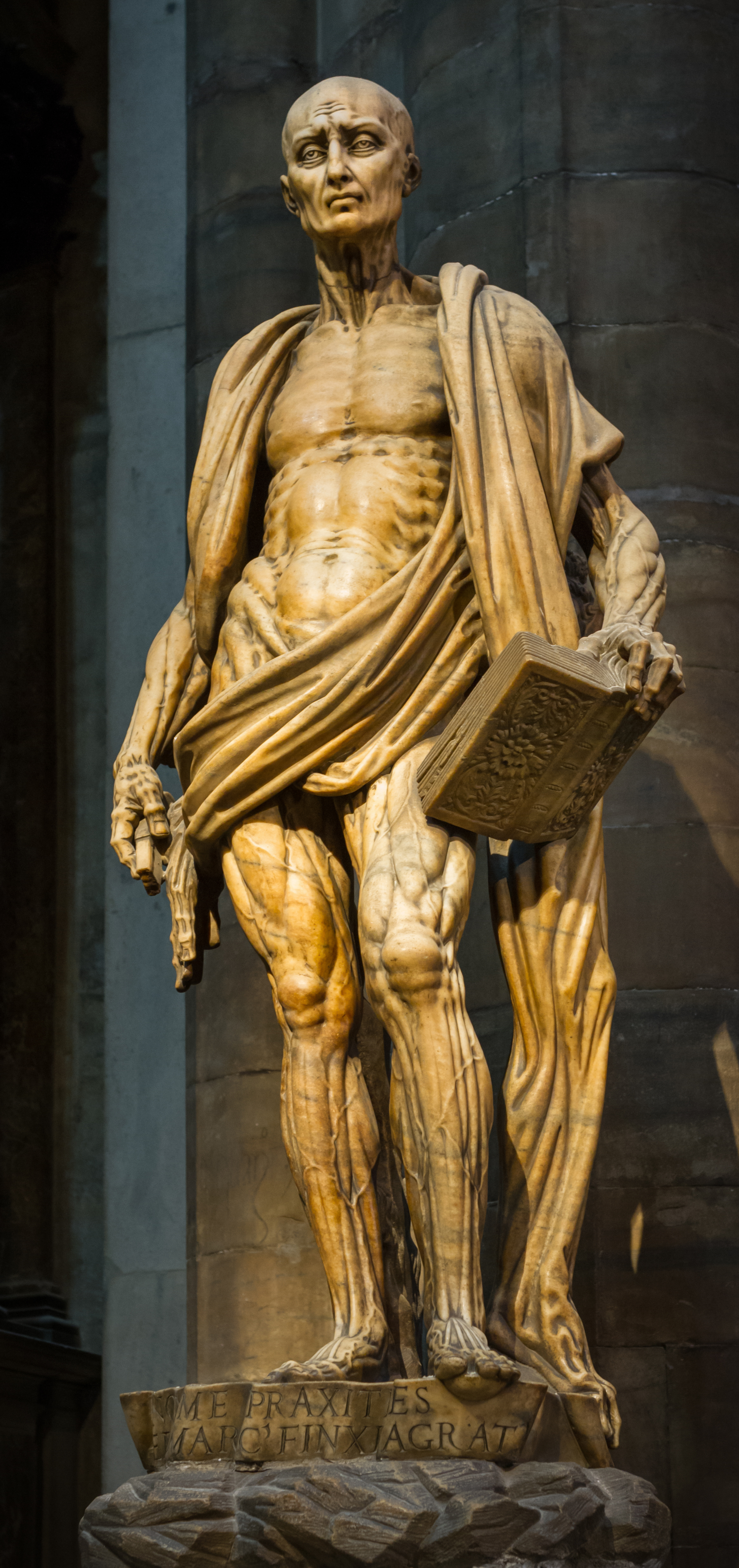
Der gehäutete heilige Bartholomäus (Statue von Marco d’Agrate im Mailänder Dom, 1562)
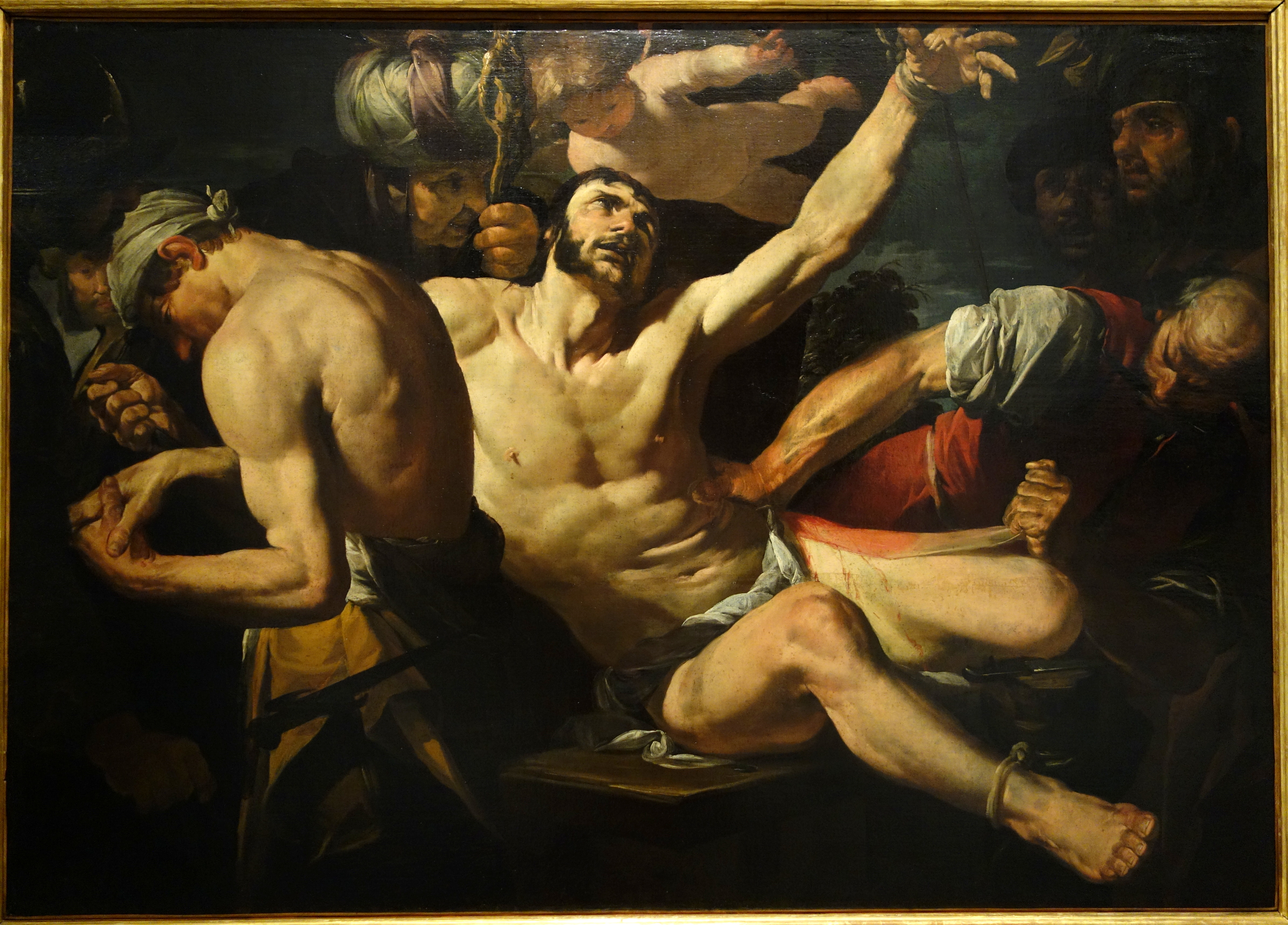
Das Martyrium des heiligen Bartholomäus (Gemälde von Gioacchino Assereto, ca. 1630)
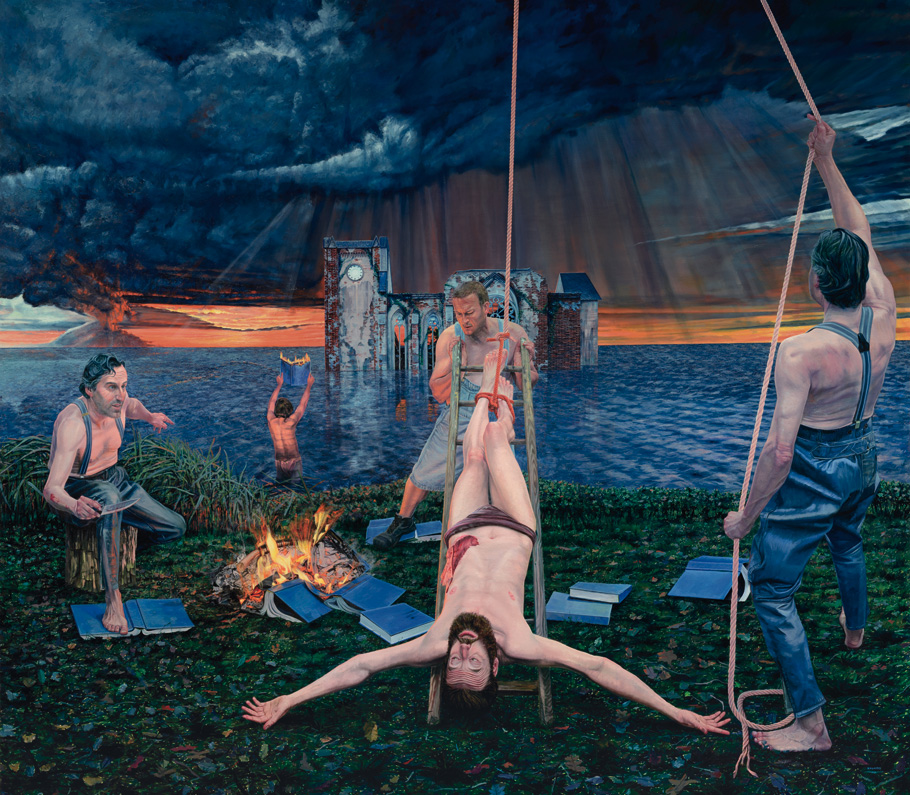
Das Martyrium des hl. Bartholomäus oder das doppelte Martyrium (Aris Kalaizis, 2014/2015)
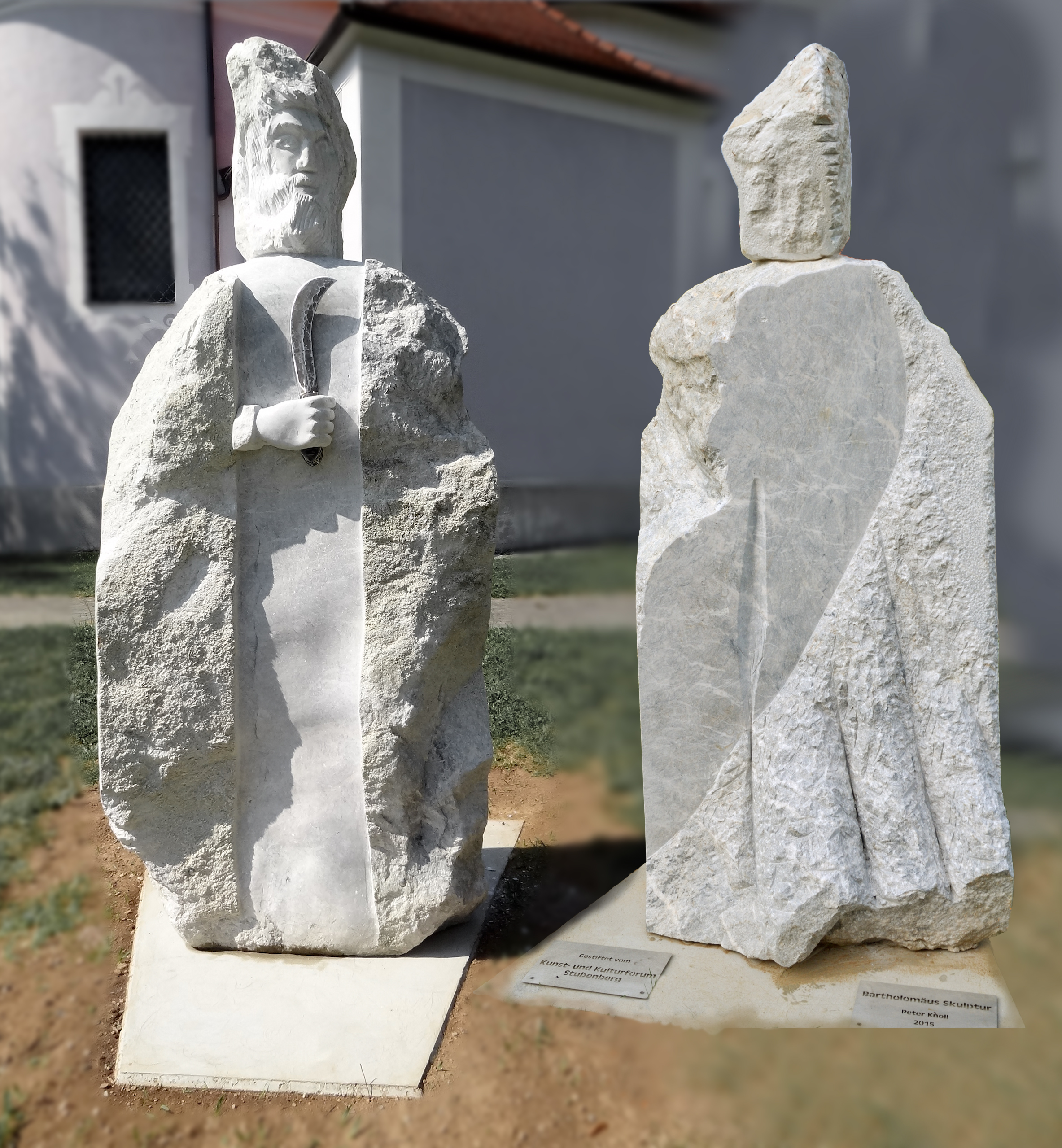
Apostel Bartholomäus (Skulptur von Peter Knoll, Stubenberg Pfarrkirche, 2015)

## Gedenktage
- katholisch: 24. August
- evangelisch: 24. August
- anglikanisch: 24. August
- orthodox: 11. Juni

## Patronate
Patrozinien

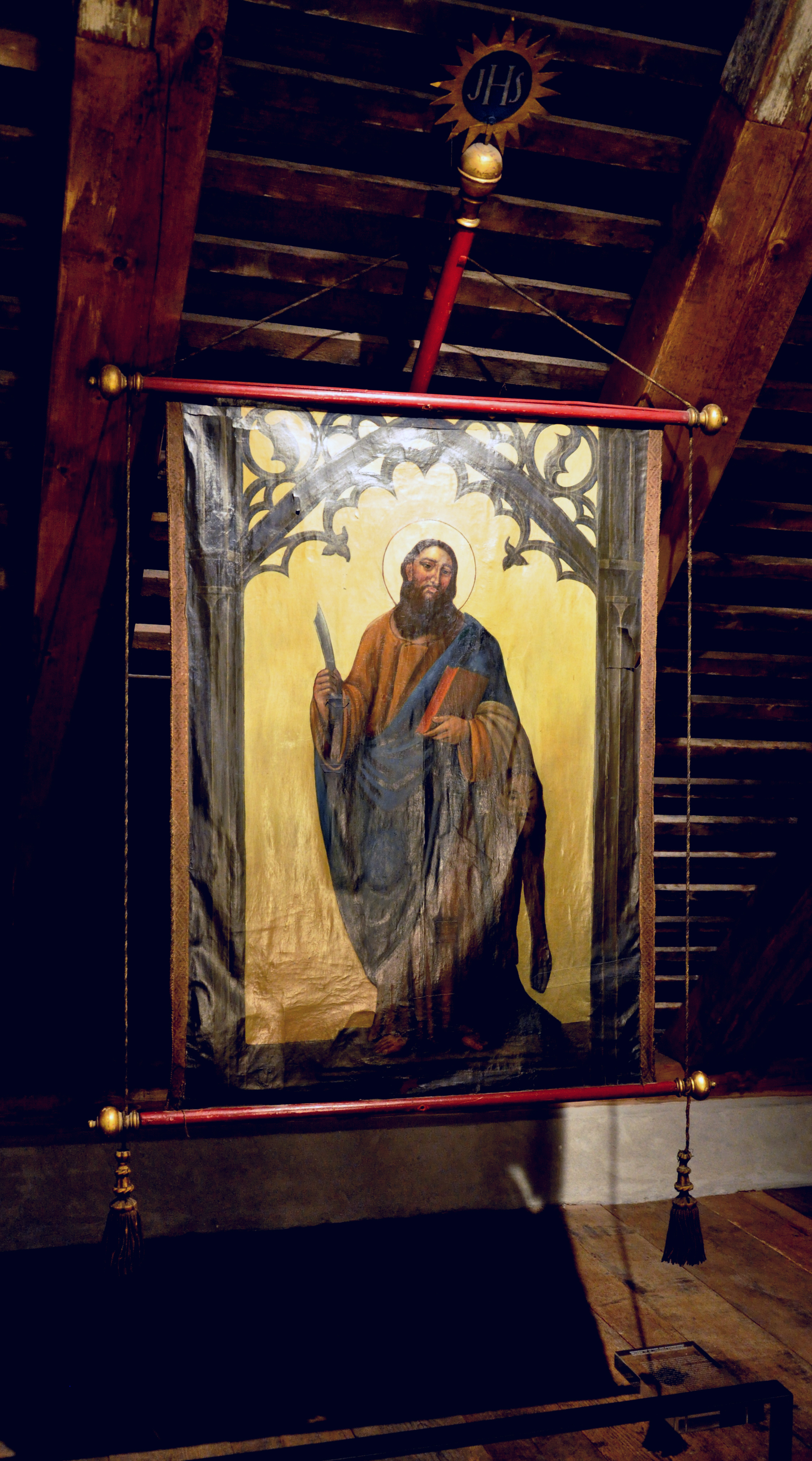
St. Bartholomäus auf einer Fahne der Bruderschaft der Metzger, Ravensburg

- Orte: siehe Sankt Bartholomä, San Bartolomeo, Saint-Barthélemy, Saint Bartholomew
- Kirchen und Kapellen siehe Bartholomäuskirche

Bartholomäus gilt als Patron
- der Städte Baku, Altenburg, Büchenau, Frankfurt am Main, Heitersheim (Baden), Geraardsbergen, Görwihl, Kettig, Maastricht, Markgröningen, Markranstädt, Pilsen, Wiehe bzw. des Stadtteils Barcola in Triest;
- der Liparischen Inseln (bei Sizilien);
- der Berufe Bergleute, Gipser, Bauern, Winzer, Hirten bzw. Schäfer, Lederarbeiter, Gerber, Sattler, Schuhmacher, Schneider, Bäcker, Metzger, Buchbinder und Öl- und Käsehändler (in Florenz).

Bei Haut- und Nervenkrankheiten sowie Zuckungen, Dämonen und Geistern wird der heilige Bartholomäus um seine Fürsprache bei Gott angerufen.